# 牛栓藤属
牛栓藤属（学名：Connarus）是牛栓藤科下的一个属，为藤状灌木植物。该属共有90种，分布于热带地区。